# Рамон Лопес де Фрейтас
Рамон Лопес де Фрейтас (порт. Ramón Lopes de Freitas; 7 серпня 1989) — бразильський футболіст, півзахисник японського клубу «Вегалта Сендай».

## Біографія
Виступав за молодіжні клуби — «Флуміненсе» та «Крузейро».

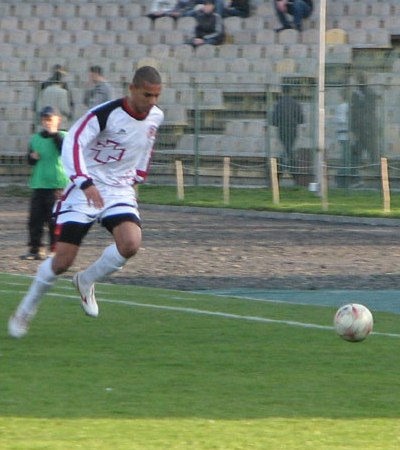
Рамон під час виступів за «Волинь». 4 квітня 2009 року

Взимку 2009 року перейшов в луцьку «Волинь». В Першій лізі України дебютував 30 березня 2009 року в виїзному матчі проти бурштинського «Енергетика» (0:0), Рамон почав матч в основі, але вже на 35 хвилині був замінений на Василя Жука. У сезоні 2009/10 «Волинь» стала срібним призером Першої ліги і змогла вийти в Прем'єр-лігу. Також у цьому сезоні «Волинь» дійшла до півфіналу Кубка України, де поступилася сімферопольської «Таврії». Рамон по ходу турніру зіграв 4 матчі та забив 2 голи. У Прем'єр-лізі дебютував 10 липня 2010 року в домашньому матчі проти полтавської «Ворскли» (0:4), Рамон вийшов у перерві замість Олега Женюха.
9 червня 2013 року підписав дворічний контракт з болгарським «Левскі», попри те, що мав ще два роки контракту з луцьким клубом, але вже у серпні розірвав контракт з болгарами і повернувся до «Волині».
В кінці червня 2014 року перейшов в японський клуб «Вегалта Сендай».

## Досягнення
- Срібний призер Першої ліги України (1) : 2009-10
- Володар Королівського кубка Саудівської Аравії (1): 2021-22